# Bartolina Sisa

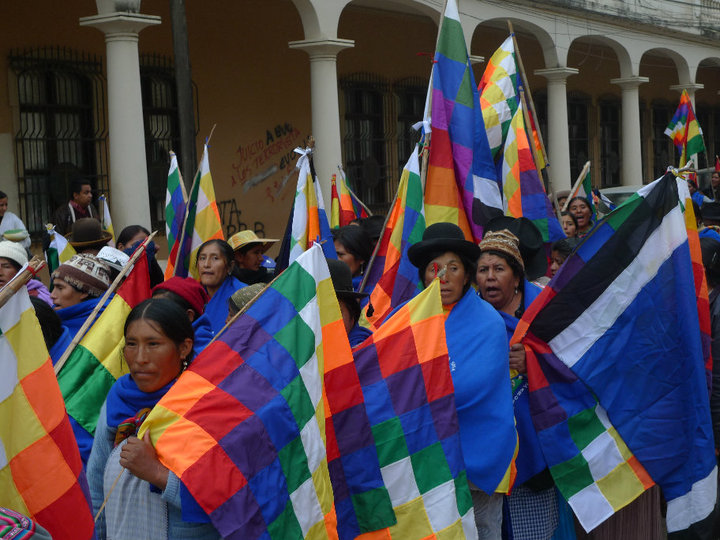
Biểu tình tưởng nhớ Bartolina Sisa, Trinidad (Bolivia).

Bartolina Sisa (chết ngày 5 tháng 9 năm 1782) là một phụ nữ Aymara, Bolivia, một nữ anh hùng bản địa và là vợ của Tupac Katari.

## Tiểu sử
Ngày sinh của cô không rõ, một số nguồn cho là ngày 24 tháng 8 năm 1753, trong khi những nguồn khác đưa ra vào ngày 12 tháng 8 năm 1750. Cùng với chồng và chị dâu, cô đã lãnh đạo một cuộc nổi dậy của người bản địa chống lại người Tây Ban Nha ở Bolivia, đứng đầu một đội quân khoảng 40.000 người đã bao vây thành phố La Paz năm 1781. Katari, Sisa và quân đội của họ đã duy trì cuộc bao vây trong 184 ngày, từ tháng 3 đến tháng 6 và từ tháng 8 đến tháng 10. Sisa là một chỉ huy của cuộc bao vây, và đóng vai trò quan trọng sau khi Katari bị bắt vào tháng 4. Cuộc bao vây đã bị phá vỡ bởi quân đội thực dân, những người tiến từ Lima và Buenos Aires.
Bartolina Sisa đã bị Tây Ban Nha bắt và xử tử vào ngày 5 tháng 9 năm 1782. Cô bị treo cổ sau khi bị sỉ nhục công khai tại Quảng trường thuộc địa (nay là Plaza Murillo), bị đánh đập và hãm hiếp. Sau khi chết, người Tây Ban Nha đã cắt xác cô thành nhiều mảnh, cho thấy đầu của cô ở nơi công cộng để đe dọa người bản địa, và gửi tay chân của cô để được trưng bày ở các làng khác nhau.
Để vinh danh cô, ngày 5 tháng 9 được coi là Ngày quốc tế của phụ nữ bản địa kể từ năm 1983.